# Isak Abrahamsen
Isak Abrahamsen (Bergen, 28 aprile 1891 – Oslo, 29 aprile 1972) è stato un ginnasta norvegese.

## Palmarès

### Olimpiadi
- 1 medaglia:
  - 1 oro (Stoccolma 1912 nel concorso libero a squadre)